# Petr Jurek
Petr Jurek (* 1984) je český politolog, publicista a vysokoškolský pedagog.

## Studium a kariéra
Bakalářský titul získal po absolvování studia politologie na Fakultě filozofické Západočeské univerzity v letech 2003 až 2006. Již v roce 2004 pak souběžně začal studovat právo na Fakultě právnické Západočeské univerzity. V letech 2006 až 2008 absolvoval magisterské studium oboru politologie a vládnutí a získal tak magisterský titul. V roce 2010 zároveň úspěšně dokončil studium práva, čímž získal magisterský titul i z tohoto oboru. Ještě před dokončením studia práv zahájil Jurek v roce 2009 doktorské studium politologie, které úspěšně dokončil v roce 2014, čímž získal titul Ph.D.
Od září 2008 působí na FF ZČU. Od září 2011 do září 2014 zároveň přednášel také na Metropolitní univerzitě Praha. V listopadu 2017 se stal vedoucím Katedry politologie a mezinárodních vztahů, když ve funkci nahradil Davida Šance. K roku 2022 byl zároveň Jurek vedoucím etické komise Západočeské univerzity v Plzni.
V souvislosti se svým odborným zaměřením se opakovaně vyjadřoval v různých médiích. Je také autorem několika publikací, například titulů Mentální mapy, teritorialita a identita v evropském prostředí či Politické systémy anglosaských zemí.